# 3389 Sinzot
3389 Sinzot este un asteroid din centura principală, descoperit pe 25 februarie 1984, de Henri Debehogne.